# Жангар Киминь-каган
Жангар Киминь-каган (кит. упр. 启民可汗, пиньинь qiminkehan, Иличжэнь-доу Циминь-хан; личное имя кит. упр. 阿史那染干, пиньинь ashina rangan — Ашина Жаньгань) — каган Восточно-тюркского каганата с 599 (юридически) или 603 (фактически) по 609 год. В связи с распадом Гёктюрк на две половины: Западную и Восточную, Жангар был провозглашён каганом на территории Суй, но фактической власти не имел, другим каганом был самопровозглашённый Кара-Чурин-Тюрк. После смерти Кара-Чурин-Тюрка Жангар получил реальную власть, но только на территории Восточного каганата. Тем не менее, с точки зрения Суй, он был Гёктюркским каганом.

## Путь к трону
Известно, что к 597 году Жангар, сын Чоллыг-Джагбу-Бага хана, имел титул Толис-хана. Под его управлением находились кидани, татары, татабы. Он желал получить в жёны китайскую царевну и для этого встретился с чиновником Пэй Гюем. Сановник сообщил ему, что если он желает получить в жёны царевну, то пусть найдёт способ уничтожить жену кагана Юн-Улуга, бывшую принцессу династии Чэнь. В 597 Жангар оклеветал царевну и каган убил её. После этого каган, возможно, раскрыл клевету Жанагара и стал его преследовать.
Суй Вэнь-ди отправил княжну из своего дома под именем царевны Иань. Также к Жангару отправились многие важные суйские сановники с подарками. Жангар переселился в крепость Дугинь, севернее Ордоса. Каган был взбешён и в 599 разграбил ставку Жангара, убив его братьев и детей от первого брака. С пятью всадниками и китайским послом Жангар бежал в Китай. По пути он собрал своих людей и думал возвратиться и покаяться перед каганом, но Чансунь Шэн приказал зажечь факелы в крепости и сказал Жангару, что это собрались его враги. Жангар прибыл ко двору Суй Вэнь-ди, вскоре к нему присоединился младший брат кагана — Тюзлюк. Император приказал Жангару не жалеть денег (их предоставила казна) на подарки тюркским князьям. Император провозгласил Жангара Циличжэньдоциминькэханем(意利珍豆启民可汗)(примерно: Мудромысленный-великословный-народоведущий хан) — пышный китайский титул. Царевна Иань скончалась и император дал ему другую княжну — царевну Ичжэн. Из-за неприкращающийся войны с тюрками Кара-Чурина, Жангар был вынужден жить в Хэнани, где у него был дворец и импровизированные пастбища.

## Правление
Жангар целиком зависел от китайского императора и жил под защитой китайских войск, которые защищали его от Кара-Чурина. Император пробовал отправить Жангара на войну, но тюрки разграбили (601) его ставку и китайским войскам пришлось отбивать имущество Жангара.
В 603 году, Кара-Чурин был ослаблен восстанием телесцев и восточные тюрки вернулись к Жангару. Западные предпочли наследников Кара-Чурина.
В 607 году Суй Ян-ди путешествовал по Юйлини и Жангар с Ичен прибыли к нему в походный дворец и подарили 3 000 коней, получив взамен 13 000 кусков шёлка. Жангар подал доклад императору в котором предлагал изменить тюркютскую одежду и законы на китайские. Император решил, что это слишком и указал, что тюркюты довольно дикие, особенно те которые живут в степи, и не следует менять одежду и законы, а нужно ввести образование и просвещение. Император приказал устроить пир для кагана и 3 500 тюрков, подарить ещё 2 500 кусков шёлка, колесницу, верховых лошадей, литавры, музыкальные инструменты, знамёна и приказал императорским послам называть Жангара только по титулу, что считалось большой привилегией. Вскоре император посетил ставку Жангара в Ордосе, где пировал с ним и осыпал подарками. Необычайная щедрость императора объяснялась тем, что ему были нужны тюркские воины для будущих войн.
К Жангару несколько раз приезжал посол из Когурё, но Жангар решил не встречаться с ним, а проводил к императору. Ян-ди сказал, что Жангар очень преданный и наградил его. В 608 году Жангар посетил Лоян и вернулся в ставку.
Жангар Киминь-каган скончался в 608 году (или в начале 609). Его сын Тюрк-шад стал каганом Шибир-хан Тюрк-шадом.
1. ↑  China Biographical Database (англ.)